# کوکونات کریک (فلوریدا)
کوکونات کریک (به انگلیسی: Coconut Creek) شهری در شهرستان برووارد ایالت فلوریدا است که در سال ۱۹۶۷ بنیان‌گذاری شده‌است. این شهر طبق سرشماری سال ۲۰۱۰ میلادی، ۵۲٬۹۰۹ نفر جمعیت داشته و مساحت آن نیز ۳۰٫۵ کیلومتر مربع است.